# Avraham Rakanti
Avraham Rakanti (hebrejsky: אברהם רקנאטי, celým jménem Avraham Šmu'el Rakanti, אברהם שמואל רקנאטי, žil 1888 – 3. března 1980) byl sionistický aktivista, izraelský politik a poslanec Knesetu za stranu Cherut.

## Biografie
Narodil se ve městě Soluň v tehdejší Osmanské říši (dnes Řecko). Studoval základní židovskou školu typu cheder a střední školu. V roce 1934 přesídlil do dnešního Izraele.

## Politická dráha
V mládí se zapojil do činnosti židovských organizací. Byl aktivní v Asociaci na podporu hebrejské kultury a v první sionistické organizaci v tehdejším osmanském Turecku (Bnej Cijon).Byl členem hnutí Mizrachi, pak od roku 1925 přešel mezi revizionistické sionisty, kde se stal členem ústředního výboru jejich hnutí. Vydával francouzskojazyčný list Pro-Yisrael. V letech 1925–1933 byl místostarostou Soluně.
V izraelském parlamentu zasedl po volbách v roce 1949, kdy kandidoval za Cherut. Předsedal parlamentnímu výboru pro veřejné služby a byl členem výboru pro ekonomické záležitosti a výboru mandátního.